# Symphony X (album)
Symphony X – debiutancki album grupy Symphony X. Album z powodu małych nakładów finansowych i braku Russella Allena na wokalu jest uważany przez fanów jako odstający od typowego stylu Symphony X. Jeden utwór "Masquerade" został w 1998 nagrany ponownie i wydany na płycie Prelude to the Millennium oraz na limitowanej edycji płyty The Odyssey.

## Twórcy
- Rod Tyler - śpiew
- Michael Romeo - gitara elektryczna
- Michael Pinnella - instrumenty klawiszowe
- Thomas Miller - gitara basowa
- Jason Rullo - perkusja

## Lista utworów
1. "Into the Dementia" – 1:01
2. "The Raging Season" – 5:01
3. "Premonition" – 5:37
4. "Masquerade" – 4:28
5. "Absinthe and Rue" – 7:16
6. "Shades of Grey" – 5:41
7. "Taunting the Notorious" – 3:20
8. "Rapture or Pain" – 5:05
9. "Thorns of Sorrow" – 3:54
10. "A Lesson Before Dying" – 12:07